# 大和さくら
大和 さくら（やまと さくら、1970年5月26日 - ）は、佐賀県出身の演歌歌手。

## 略歴
1987年に都はるみプロデュース歌手第1号のオーディションに合格し、翌1988年に「王将一代 小春しぐれ」でデビューした。同オーディションの注目度は高く、のちに紅白歌手となる石原詢子や門倉有希、大石まどかも参加していた。
都は大和を「10年に一人出るか出ないかの逸材」と絶賛。デビュー曲は演歌低迷期にスマッシュヒットし、エンドル（演歌のアイドル）として活躍する。活動の場は音楽にとどまらず「サトウの切り餅」「サトウのごはん」のテレビCMにも出演した。同年の歌謡ゴールデン大賞グランプリ・FNS歌謡祭最優秀新人賞を受賞。
しかし、新人賞レースの終わったデビュー2年目からはメディアでの露出が激減した。当時の歌謡界はアイドル全盛期、またバンドブームが席巻しはじめたこともあり、演歌歌手の活躍の場は少なくなっていた。
1990年、都はるみが歌手活動を再開し、プロデュースの手を離れる。
1994年のシングル発売を最後に、事実上の引退となっている。

## ディスコグラフィー

### シングル
- 王将一代 小春しぐれ／王将一代 小春しぐれ「浪曲歌謡篇」入り（1988年5月21日）
  - CDシングル同時発売。大和の引退後は都はるみが歌い継いだ。
- キブンは赤い夕陽の三度笠（1989年）
- 百年桜／キブンは赤い夕陽の三度笠（1989年）
  - 表題曲とカップリング曲を入れ替えて再発売された。
- 合縁橋（1990年）
- 男鹿半島（1991年）
- いさり火／夢告鳥（1993年）
- 好きだもん（1994年）

## 出演
- 男と女のミステリー「カラオケスナック・あんこ椿の事件簿」（フジテレビ、1990年） - 　都はるみ主演。
- 水戸黄門 第20部 第17話「秘伝盗みの弟子修行・唐津」（TBSテレビ、1991年3月4日） - お袖役